# Acme-Code

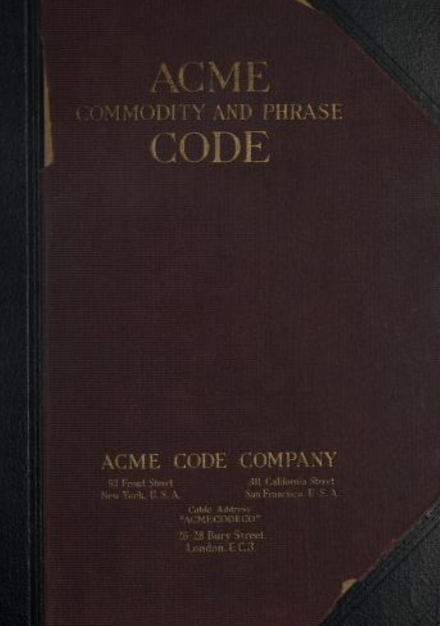
Buchdeckel

Acme-Code (genauer: Acme commodity and phrase code; deutsch „Acme Waren- und Phrasen-Code“; Eigenschreibweise auch: Acme Code und ACME CODE) war ein englischsprachiges Codebuch, das in der ersten Hälfte des 20. Jahrhunderts hauptsächlich im geschäftlichen Telegrafie- und Fernschreib-Verkehr verwendet wurde.
Zweck war nicht die Geheimhaltung, sondern die Textlänge zu verkürzen und damit die Telegramm-Kosten (Gebühren) zu senken. Das mehr als 900 Seiten starke Buch wurde von Albertus Charles Meisenbach (1888–1975) („A. C. Me.“) zusammengestellt und von dessen Firma, der Acme Code Company, ab 1923 und danach in weiteren Auflagen (2. Aufl. September 1924, 3. Aufl. Dezember 1926, …, 16. Aufl. Januar 1949) in San Francisco und New York verlegt.

## Inhalt
Der Code besteht aus rund einhunderttausend Codewörtern, die jeweils genau fünf Buchstaben (A–Z) umfassen. Drei Viertel der Codewörter stehen für einzelne Wörter, kurze Phrasen oder längere Sätze der englischen Sprache. Das restliche Viertel benennt diverse Waren und spezifische Rohstoffe.
Theoretisch lassen sich mit den 26 Buchstaben des lateinischen Alphabets 265 oder 11.881.376 unterschiedliche Codewörter der Länge fünf bilden. Da hiervon nur rund 100.000 tatsächlich genutzt wurden, ließ sich der Code redundant gestalten und sowohl zur Fehlererkennung als auch zur Fehlerkorrektur verwenden.
Ein wichtiger Aspekt dabei ist das Thema Signalverstümmelung. Bei der damaligen Nachrichtenübertragungtechnik, zumeist mithilfe des Morsecodes von Hand getastet und mit dem menschlichen Gehör wahrgenommen, konnten einzelne Buchstaben falsch aufgenommen werden. Auch konnten Buchstabenvertauschungen passieren, im einfachsten Fall Buchstabendreher. Um nach Möglichkeit daraus resultierende Irrtümer oder Missverständnisse zu vermeiden, war der Code so gestaltet, dass sich die Codewörter untereinander in jeweils mindestens zwei Buchstaben unterschieden und niemals durch einen Buchstabendreher ein anderes gültiges Codewort erzeugt werden konnte.
Auf diese Weise konnten Verstümmelungen zumeist erkannt und darüber hinaus häufig auch korrigiert werden. Hierzu gab es spezielle Tabellen, genannt Acme Mutilation Table („Verstümmelungstabelle“), bei denen die gültigen Codewörter nach den ersten beiden Buchstaben, dem mittleren Buchstaben beziehungsweise nach den letzten beiden Buchstaben alphabetisch sortiert waren.